# Olpium microstethum
Olpium microstethum es una especie de arácnido del orden Pseudoscorpionida de la familia Olpiidae.

## Distribución geográfica
Se encuentra en Libia y Túnez.